# Уротропін
Гексаметилентетрамі́н ( МНН: метенамін́; уротропі́н, гексамін, формін, аміноформ) — являє собою гетероциклічну органічну сполуку з формулою C6H12N4, (CH2)6N4. Біла кристалічна речовина. Сублімує при 270 °C. Легко розчиняється у воді та спирті.

## Синтез
Утворюється при взаємодії аміаку (3,5 моль) із формальдегідом (6 моль).

## Харчовий додаток

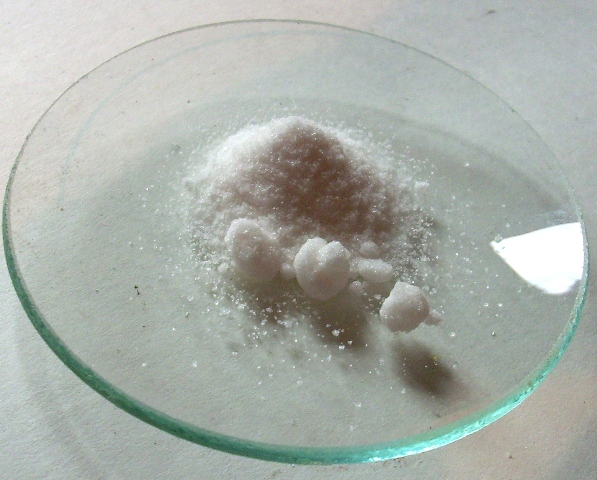

У харчовій промисловості зареєстрований як додаток-консервант E239. Використовується при виробництві сирів та консервації ікри.
Дозволений для використання в харчовій промисловості в країнах Європейського Союзу. Не заборонений для використання в Україні.
Не затверджений для використання в Австралії та Новій Зеландії.
У Російській Федерації заборонений з 2010 року.
У людському організмі розпадається до формальдегіду.

## Інгібітор корозії
Уротропін — хімічний реагент, який використовується як інгібітор корозії при соляно-кислотних обробленнях, стабілізатор емульсії. Хімічна формула (СН2)6N4; tпл = 280 °С (розкладається); tкип = 230 °С (сублімація), розчиняється в метанолі, хлороформі, етанолі.